# سگ خوشبخت

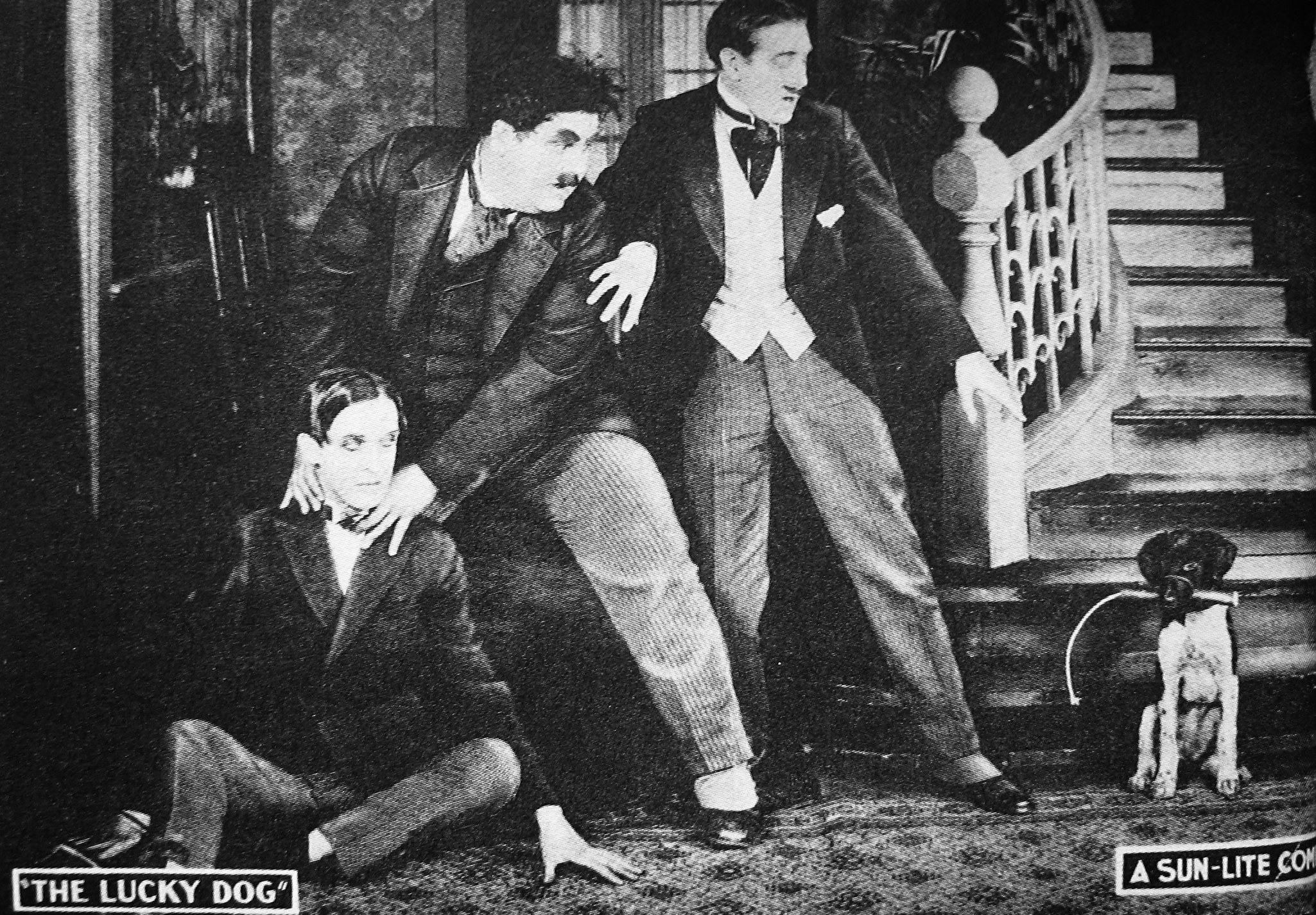
استن لورل در سگ خوشبخت

سگ خوشبخت (به انگلیسی: The Lucky Dog) نام فیلم کمدی محصول ۱۹۲۱ سینمای آمریکا؛ که در این فیلم نخستین بار استن لورل و اولیور هاردی در کنار یکدیگر ظاهر شدند.